# Timbres de France 2002
Cet article recense les timbres de France émis en 2002 par La Poste française.

## Généralités

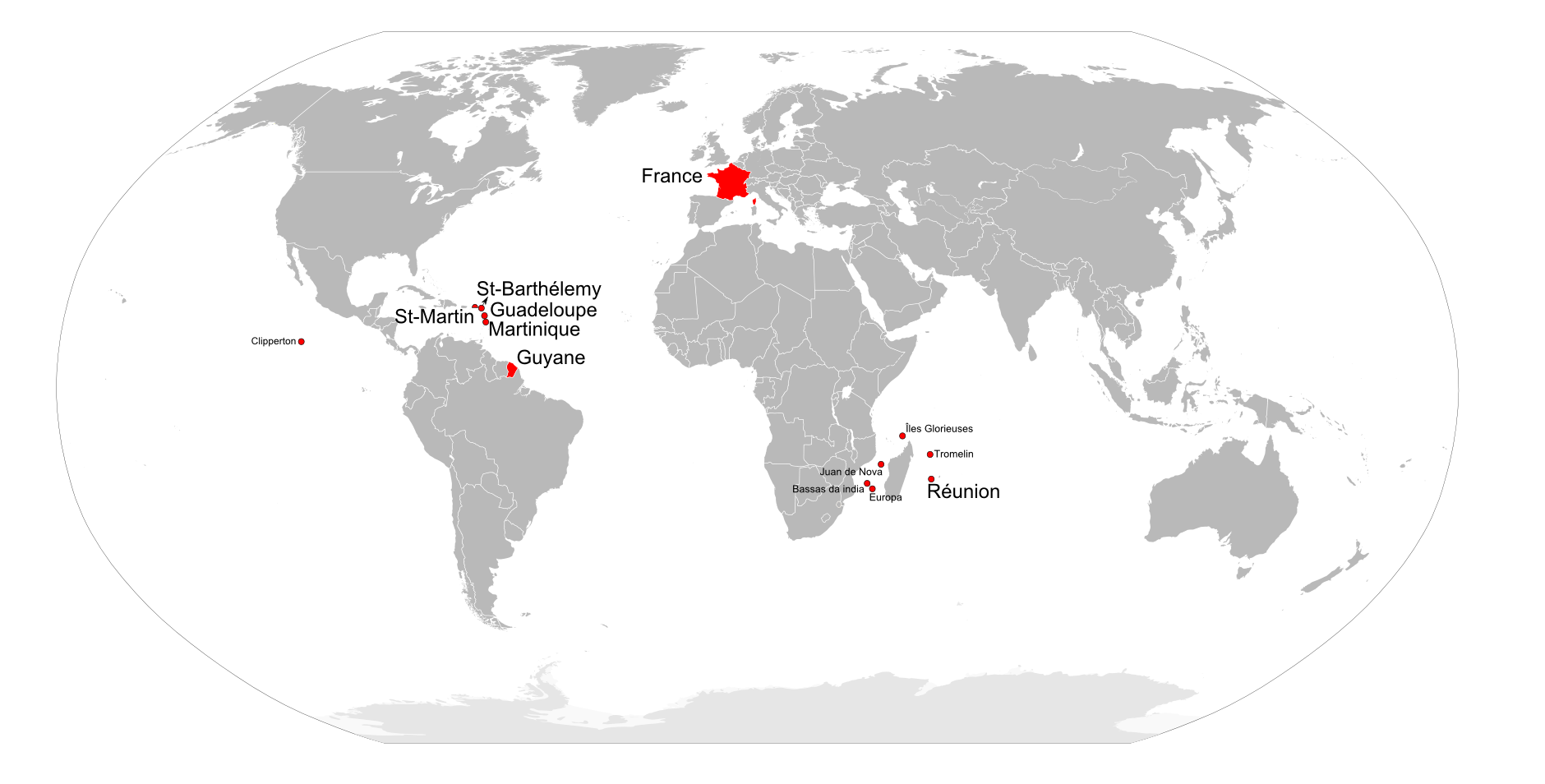
Lieu d'utilisation des timbres de France. Pour les territoires inhabités, l'utilisation est théorique, mais possible par les missions militaires et scientifiques.

Les émissions portent la mention « RF La Poste » (pour République française et l'opérateur postal), en contradiction avec les règles de l'Union postale universelle qui recommandent l'écriture en entier du nom du pays, en alphabet latin.
Pour la première fois, la valeur faciale est libellée uniquement en euros (€) puisque, le 1er janvier 2002, est mis en circulation l'euro fiduciaire.
Les timbres de France sont en usage en France métropolitaine, en Corse et dans les quatre départements d'outre-mer (Guadeloupe, Guyane, Martinique et Réunion).
Le programme philatélique de France pour 2002 est fixé par des arrêtés du ministère de l'Industrie et appliqué par le Service national du timbre-poste et de la philatélie (SNTP). Les timbres sont imprimés par l'Imprimerie des timbres-poste et valeurs fiduciaires, près de Périgueux, qui est signifié sur les timbres par le sigle ITVF imprimé en dessous de l'illustration. Les arrêtés fixant le programme 2002 sont :
- l'arrêté du 18 juillet 2002 (compléments 2002, 1re partie 2003).

La série Le Siècle au fil du timbre prend fin en 2002 avec l'émission des 5e et 6e blocs commémorant le XXe siècle.

### Tarifs
Le 1er janvier 2002, l'ensemble des tarifs postaux en franc du 18 mars 1996 sont convertis en euro. Voici les tarifs qui pouvaient être réalisés avec un seul timbre émis en 2002 (« Marianne » entre parenthèses signale que seul un timbre d'usage courant couvre le tarif) :
Tarifs intérieurs :
- 0,41 €, puis TVP vert : écopli de moins de 20 grammes
- 0,46 € et Marianne TVP rouge : lettre simple de moins de 20 grammes
- 0,53 € : écopli de 20 à 50 grammes
- 0,64 € (Marianne) : écopli de 50 à 100 grammes
- 0,69 € : lettre de 20 à 50 grammes
- 1,02 € : lettres de 50 à 100 grammes

Tarifs vers l'étranger :
- 0,41 €, puis TVP vert (Marianne) : écopli de moins de 20 grammes vers la zone 1 (Europe occidentale)
- 0,46 € et Marianne TVP rouge : lettre de moins de 20 grammes vers la zone 1
- 0,58 € : lettre  de moins de 20 grammes vers la zone 2 (Europe hors Europe occidentale, Algérie, Maroc et Tunisie)
- 0,67 € (Marianne) : lettre de moins de 20 grammes vers la zone 4 (Amériques du Nord et centrale, Proche- et Moyen-Orient et Asie centrale
- 0,75 € : lettre de moins de 20 grammes vers la zone 5 (Amériques centrale et du Sud, Caraïbes et reste de l'Asie)
- 0,79 € : lettre de moins de 20 grammes vers la zone 6 (Océanie)

### Ventes
Les cinq timbres commémoratifs de feuille émis en 2002 les plus vendus ont été (sans tenir compte des blocs et carnets, d'après chiffres de vente connus au moment de l'édition 2005-2006 du catalogue Dallay) :
- 0,41 € Tortue luth : 19,95 millions d'exemplaires,
- 0,46 € Collioure : 11,17 millions,
- 0,46 € Salt Lake City : 10,85 millions,
- 0,46 € Boule et Bill : 10,4 millions,
- 0,46 € Europa Le cirque : 9,988 millions.

Les timbres de 0,41 € (écopli de moins de 20 grammes) et 0,46 € (lettre simple de moins de 20 grammes) restent les plus vendus, mais aussi pour le deuxième tarif celui qui bénéficie du plus de timbres commémoratifs. À 0,46 €, six timbres dépassent les 9 millions d'exemplaires vendus, neuf les 8 millions, dix les 7 millions, neuf les 6 millions. « L'art chorégraphique » dépasse les 3 millions et le timbre à surtaxe « Croix-Rouge » les 1,1 million d'unités.
Pour les tarifs supérieurs, les ventes varient de 2,56 millions pour un 0,58 € ou 2,8 millions pour le 0,79 € pourtant associé à une émission conjointe en deux timbres (le 0,46 € s'est vendu à plus 9 millions d'exemplaires) à 6,4 millions pour le 0,69 € de la série Nature de France.
Les carnets ou bloc à surtaxe au profit de la Croix-Rouge ne dépassent pas le million d'exemplaires vendus (Fête du timbre, Personnages célèbres et Croix-Rouge) tandis que les autres carnets et blocs peuvent atteindre jusqu'à 5,16 millions de feuillets de dix timbres de 0,46 € pour le Siècle au fil du timbre sur le thème des transports. Si les ventes des timbres de feuille avec celles de ces timbres sous forme de carnet ou de bloc, certains timbres ont été vendus à plusieurs dizaines de millions d'exemplaires :
- 51,657 millions de timbres de quatre types différents pour Nature de France,
- 47,1 millions pour l'illustration unique « Vacances ».

Archives des ventes d'après l'édition 2005-2006 du catalogue Dallay, destinées à servir de sources pour vérifier la sous-partie "Ventes" ci-dessus.
Reprendre au mois de mai
0,41 €
- Tortue-luth : 19,95 millions

0,46 €
- Salt Lake City : 10,85 millions
- C'est une fille : 8,76 millions
- C'est un garçon : 8,84 millions
- Europa : le cirque : 9,988 millions
- Boule et Bill : 10,4 millions
- Arènes de Nîmes : 7,76 millions
- Émission conjointe avec l'Australie : 9,23 millions
- Anniversaire : 8,84 millions
- La Charité-sur-Loire : 7,13 millions
- Invitation : 8,67 millions
- 100e Paris-Roubaix : 8,15 millions
- Champions du monde de football : 6,6 millions de timbres (en diptyque de feuille)
- Nature de France grand dauphin : 9,8 millions
- Nature de France orque : 9,2 millions
- Légion d'honneur : 7,34 millions
- Marseille : 7,58 millions
- Louis Delgrès : 6,85 millions
- Rocamadour : 8,86 millions
- Vacances : 7,7 millions
- Championnat du monde d'athlétisme handisport : 7,7 millions
- Chapelle de Saint-Ser : 9,148 millions
- Collioure : 11,17 millions
- Cathédrale de Metz : 8 millions
- Locronan : 9 millions
- Personnages célèbres (1) : 6,494 millions
- Personnages célèbres (2) : 6,520 millions
- Personnages célèbres (3) : 6,547 millions
- Personnages célèbres (4) : 6,647 millions
- Personnages célèbres (5) : 6,601 millions
- Personnages célèbres (6) : 6,567 millions
- Notre-Dame de La Salette : 8,38 millions
- L'art chorégraphique : 3,24 millions
- Georges Pérec : 7,34 millions
- Neufchâteau : 8,3 millions
- Croix-Rouge : 1 164 600
- Entreprise : 7,8 millions
- Meilleurs vœux : 7,6 millions
- Alexandre Dumas : 6,94 millions
- Léopold Sédar Senghor : 7,4 millions

0,58 €
- Alain Bosquet : 2,56 millions

0,69 €
- Nature de France phoque veau marin : 6,4 millions

0,75 €
- Jesús Rafael : 3,6 millions

0,79 €
- Émission conjointe avec l'Australie : 2,87 millions

1,02 €
- Gustav Klimt : 5,4 millions
- Fernando Botero : 4,46 millions
- Élisabeth Vigée-Lebrun : 4,32 millions

Carnets et blocs :
- Fête du timbres : 10,4 millions (T de feuille), 749 000 carnets de 10 et 896 000 feuillets = 17,3 millions de figurines individuelles.
- Siècle au fil du timbre (transports) : 5,16 millions de blocs de 10.
- Nature de France : 1,54 million de blocs de 4. Total avec timbres de feuille : 51,657 millions.
- Vacances : 3,94 millions de carnets de 10. Total avec timbres de feuille : 47,1 millions.
- Personnages célèbres : 944 500 blocs de 6. Total avec timbres de feuilles : 45 millions.
- Collection Jeunesse : 2,31 millions de feuillets de 10.
- Siècle au fil du timbre (vie quotidienne) : 4,485 millions de blocs de dix.
- Croix-Rouge : 673 850 carnets. Total avec timbres de feuille : 7 903 100.
- Meilleurs vœux : 2,08 millions de carnets. Total avec timbres de feuille : 28,4 millions.

## Légende
Pour chaque timbre, le texte rapporte les informations suivantes :
- date d'émission, valeur faciale et description,
- formes de vente,
- artistes concepteurs et genèse du projet,
- manifestation premier jour,
- date de retrait, tirage et chiffres de vente,

ainsi que les informations utiles pour une émission donnée.

## Janvier

### Marianne du 14 juillet
Le 2 janvier, sont émis 15 nouvelles valeurs d'usage courant pour suivre les nouveaux tarifs exprimés en euro. Les timbres sont au type Marianne du 14 juillet employé depuis juillet 1997, et portant la légende « RF » au lieu de « République française » comme le timbre à validité permanente (TVP) rouge émis le 1er août 2001. Huit timbres portent des valeurs de compléments : 0,01 € jaune, 0,02 € brun-noir, 0,05 € vert-émeraude, 0,10 € lilas, 0,20 € orange, 0,50 € outremer, 1 € turquoise et 2 € violet. Les huit autres timbres correspondent à plusieurs tarifs pour la France et pour l'expédition de la lettre simple vers les six zones de tarification du courrier international : 0,41 € vert, 0,53 € vert-jaune, 0,58 € bleu, 0,64 € brun-orange, 0,67 € bleu ciel, 0,69 € rose et 1,02 € vert foncé.
La Marianne du 14 juillet est dessinée par Ève Luquet et gravée par Claude Jumelet. Imprimés en taille-douce, les timbres sont conditionnés en feuille de cent timbres. Le 0,41 € est également vendu en roulette dont les marges latérales sont non dentelées.
Les dates de retrait varient selon les timbres :
- en mai 2003 pour le 0,41 € de roulette remplacé par un timbre à validité permanente vert émis le 5 décembre 2002,
- le 11 juin 2004 pour les 0,53 €, 0,58 €, 0,64 €, 0,67 €, 0,69 € et 1,02 €, un an après le changement de tarif du 1er juin 2003 qui les a rendu inutiles sauf accompagnés de valeurs de compléments ;
- le 27 mai 2005 pour le 0,41 € de feuille,
- le 24 juin 2005 pour les valeurs complémentaires à cause de l'émission du nouveau type d'usage courant, la Marianne des Français, le 10 janvier 2005.

Ces timbres sont repris dans deux blocs « Les couleurs de Marianne en euros » émis le 11 février 2002. Les timbres de bloc étant imprimés sans bande de phosphore nécessaire au tri automatisé du courrier, les variétés de phosphore sur timbre de feuille doivent être conservées au moins en paire de timbres pour éviter la confusion avec les blocs.

### Cœur de Yann Arthus-Bertrand

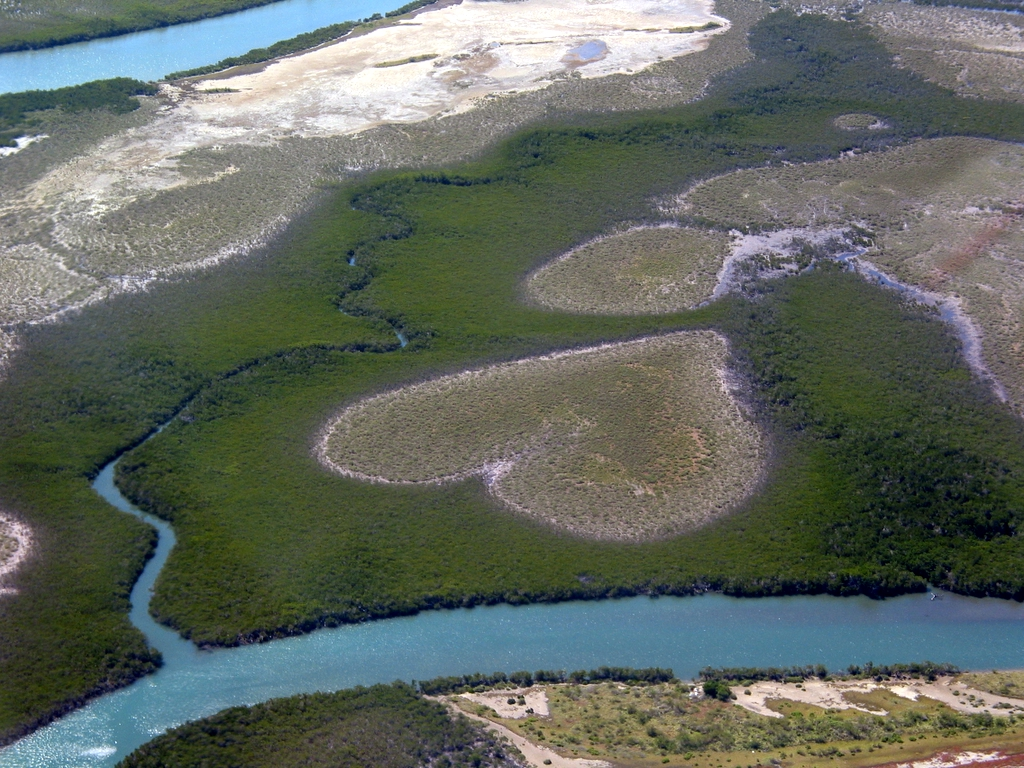
Le cœur de Voh vu d'ULM.

Le 21 janvier, est émis un timbre de Saint-Valentin de 0,46 € et un bloc de cinq de ce timbre en forme de cœur. Il est illustré d'une photographie aérienne du « cœur de Voh », une formation naturelle de Nouvelle-Calédonie qui a la forme d'un cœur.
La photographie de Yann Arthus-Bertrand est extraite de la Terre vue du ciel, dont quatre autres œuvres ornent le bloc de cinq. Le timbre en forme de cœur inscrit dans un carré est mis en page par Bruno Ghiringhelli. Il est imprimé en héliogravure en feuille de trente exemplaires et en un bloc de cinq.
Les timbres de feuille sont retirés de la vente le 13 juin 2003, et le bloc le 11 juin 2004.

### Salt Lake City
Le 28 janvier, est émis un timbre de 0,46 € pour annoncer les Jeux olympiques d'hiver organisés du 8 au 24 février 2002 à Salt Lake City, dans l'Utah (États-Unis). Le sportif représenté est un snowboardeur en plein saut. Le timbre porte le nom de la ville organisatrice et les anneaux olympiques.
Le timbre est dessiné et mis en page par Éric Fayolle. Imprimé en héliogravure, il est conditionné en feuille de cinquante exemplaires.
Le retrait de la vente a lieu le 13 septembre 2002, après l'écoulement d'environ 10,85 millions d'exemplaires.

## Février

### Les couleurs de Marianne en euros
Le 11 février, sont émis deux blocs-feuillets « Les couleurs de Marianne en euros » de huit timbres chacun, reprenant l'ensemble des timbres d'usage courant au type Marianne du 14 juillet légendés « RF » alors émis. Ils sont rassemblés selon leur usage : un bloc avec les huit valeurs complémentaires émis le 2 janvier précédent (« Les valeurs de la monnaie », 3,88 € de faciale) et un avec les huit timbres utiles pour affranchir une lettre (« Les valeurs de la lettre », 5 € de faciale) composés des sept autres timbres émis le 2 janvier et du timbre à validité permanente rouge émis le 1er août 2001.
Deux moyens permettent de distinguer les timbres de ces blocs avec les timbres de feuille : les exemplaires des blocs ne portent pas de bande de phosphore servant au tri automatisé du courrier et sont d'une dentelure d'un quart de dent différente.
Ce type Marianne est dessinée par Ève Luquet et gravée par Claude Jumelet pour une impression en taille-douce.
Les deux blocs sont retirés de la vente le 11 juin 2004.

### Gustav Klimt,Le Baiser

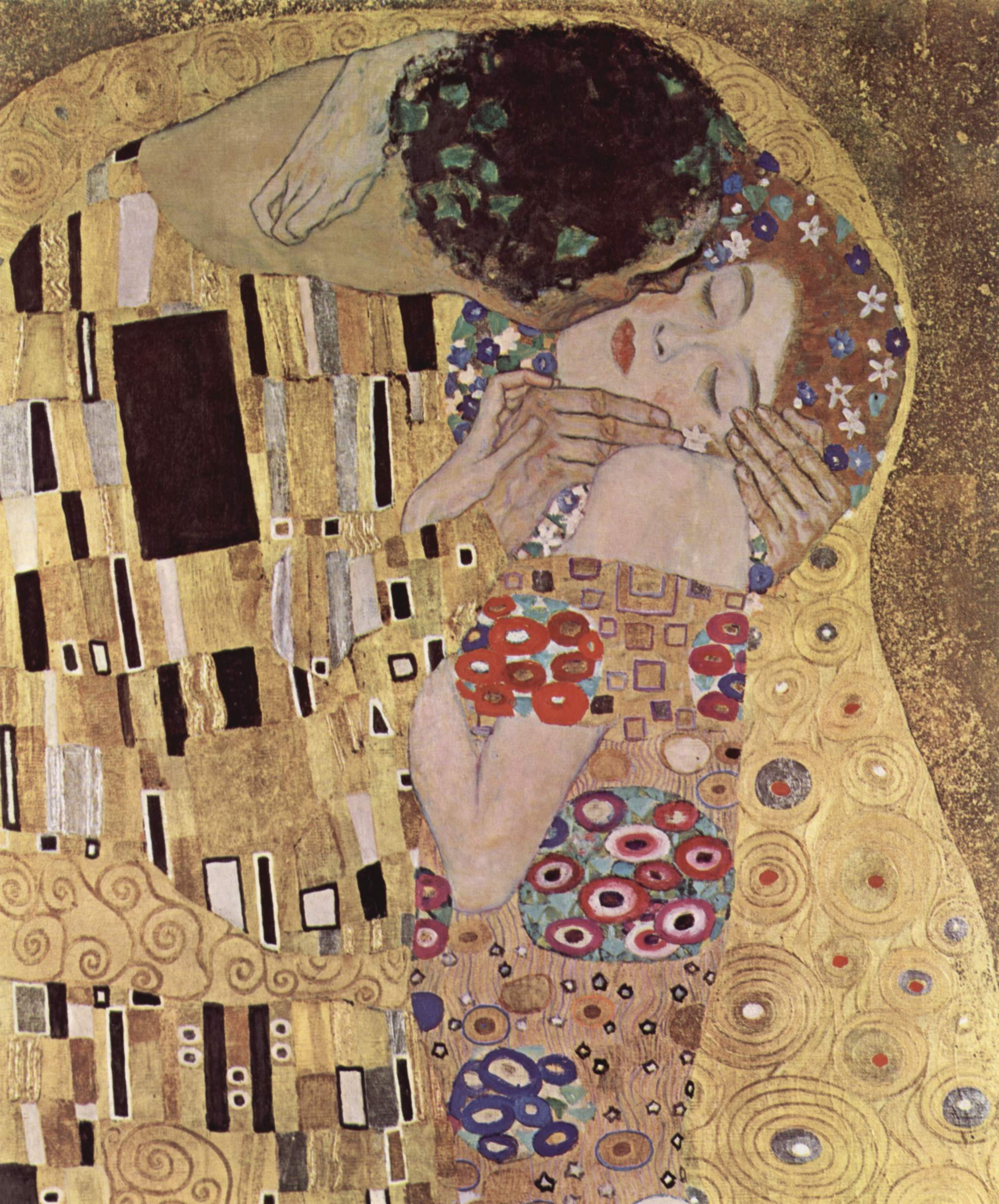
Le Baiser.

Le 11 février, est émis un timbre artistique de 1,02 € reproduisant une peinture du symboliste autrichien Gustav Klimt, Le Baiser (1907-1908).
L'œuvre est mise en page par Sylvie Patte et Tanguy Besset pour une impression en héliogravure en feuille de trente exemplaires.
Le timbre est retiré de la vente le 13 juin 2003 après l'écoulement d'environ 5,4 millions d'exemplaires.

### Alain Bosquet 1919-1998
Le 18 février, est émis un timbre de 0,58 € en hommage au journaliste et combattant pendant la Seconde Guerre mondiale Alain Bosquet. Le portrait est bordé de deux rectangles orange.
Le portrait est dessiné par Mareck Rudnicki et gravé par André Lavergne. Le timbre est imprimé en taille-douce en feuille de cinquante unités.
Le retrait de la vente a lieu le 13 juin 2003. Il a été vendu environ 2,56 millions d'exemplaires.

### C'est une fille - C'est un garçon
Le 25 février, sont émis deux timbres à 0,46 € d'annonce d'une naissance d'un enfant. Les deux timbres sont illustrés d'une abeille anthropomorphe, sur fond rose pour « C'est une fille » et sur fond bleu pour « C'est un garçon ».
Ils sont dessinés et mis en page par Bruno Ghiringhelli. Imprimés en héliogravure, ils sont conditionnés en feuille de cinquante exemplaires.
Les deux timbres sont retirés de la vente le 13 juin 2003. « C'est une fille » a été vendu à 8,76 millions d'exemplaires, et 8,84 millions pour « C'est un garçon ».

## Mars

### Europa: le cirque
Le 4 mars, dans le cadre de l'émission Europa, est émis un timbre de 0,46 € sur le thème annuel : le cirque. Sur le modèle d'une affiche, sont représentés quelques acteurs de ce genre de spectacle, notamment deux animaux (un éléphant et un cheval, une funambuliste œuvrant sur une corde verticale et deux clowns.
Le timbre est dessiné par Pascal Le Nautrou d'après des photographies d'Olivier d'Huissier. Il est imprimé en héliogravure en feuille de quarante.
Environ 9,988 millions d'exemplaires sont écoulés avant le retrait le 11 octobre 2002.

### Fête du timbre: Boule et Bill
Le 18 mars, dans le cadre de la Fête du timbre, sont émis un timbre de 0,46 €, un carnet de quatre timbres de 0,46 € et quatre de 0,46 € + 0,09 € et un feuillet d'un timbre de 0,46 € + 0,09 €. Tous mettent en scène les héros de bande dessinée Boule et Bill, un petit garçon et son cocker. Le timbre de 0,46 € les montre se promenant, deux oiseaux s'amusant avec Bill. Sur le timbre à surtaxe au profit de la Croix-Rouge française, ils jouent au ballon. Le feuillet montre ce jeu avec les autres personnages de la série : les parents de Boule et la tortue Caroline.
Les timbres du carnet sont dentelés 13½ au lieu de 13½ × 13 pour le 0,46 € de feuille, et ne comportent pas de bande de phosphore contre deux sur feuille. Les exemplaires de 0,46 € de carnet sont ainsi différents et leur vente financent l'Association pour le développement de la philatélie. Le timbre à surtaxe du feuillet se distingue des exemplaires du carnet car il n'a pas de marge blanche autour de son illustration qui est continue avec les marges du feuillet.
Les dessins sont du créateur de la bande dessinée Jean Roba, mis en page par Bruno Ghiringhelli. Ils sont imprimés en héliogravure et conditionnés en feuille de quarante exemplaires, en carnets mixtes et en un feuillet.
L'ensemble est retiré de la vente le 11 octobre 2002. Plus de 10,4 millions de timbres de feuille ont été vendus, environ 749 000 carnets et environ 896 000 feuillets. Un total de 17,3 millions de timbres ont été ainsi écoulés.

### Les arènes de Nîmes
Le 25 mars, est émis un timbre touristique de 0,46 € sur les arènes de Nîmes, représentées en dessin hors du contexte urbain de l'époque d'émission.
Le timbre est dessiné, gravé et mis en page par Claude Jumelet pour une impression en offset et taille-douce. Il est conditionné en feuille de quarante exemplaires.
Environ 7,76 millions de timbres ont été vendus avant le retrait du 11 octobre 2002.

### Le Siècle au fil du timbre: transports
Le 25 mars, dans la série de feuillet Le Siècle au fil du timbre, est émis le cinquième feuillet de dix timbres de 0,46 € sur les moyens de transports qui ont marqué les votants d'une consultation lancée par La Poste. Ont été sélectionnés pour les timbres des véhicules d'origine française : la mobylette et la 2 CV de Citroën sur route, le paquebot France sur l'océan, le TGV sur rail et le Concorde dans les airs. L'illustration du feuillet comprend également d'autres engins. Chaque timbre est présent deux fois : une fois inclus dans l'illustration, une seconde fois au sein d'une bande de cinq timbres se-tenant en bas du feuillet.
Les timbres et le feuillet sont dessinés par Valérie Besser de l'agence La Rue de Babel. Ils sont imprimés en héliogravure.
Retiré de la vente le 12 décembre 2003, le bloc a été vendu à environ 5,16 millions d'exemplaires.

## Avril

### Australie-France: Baudin-Finders
Le 5 avril, dans le cadre d'une émission conjointe avec l'Australie, sont émis deux timbres commémoratifs pour le bicentenaire de la rencontre de deux expéditions maritimes, l'une britannique et l'autre française, dans une baie du sud de l'Australie qu'elles devaient cartographier. Le 0,46 € représente le navire britannique Investigator naviguant vers le nord-est sous une carte muette de l'Australie et le portrait de Matthew Flinders. Le 0,79 € (affranchissement d'une lettre simple pour l'Océanie) est consacré au Français Nicolas Baudin et Le Géographe, un des deux bâtiments de l'expédition scientifique française ; ce dernier navigue vers le nord-ouest sous la même carte muette.
Les deux timbres sont dessinés par Michel Bez, peintre officiel de la Marine, et mis en page par Aurélie Baras. Imprimés en héliogravure, ils sont conditionnés en feuille de cinquante unités.
Les timbres français sont retirés de la vente le 13 juin 2003. Le 0,46 € s'est vendu à environ 9,23 millions d'exemplaires, contre 2,87 millions pour le 0,79 €.
Les deux timbres australiens sont émis le 4 avril et dessiné par Brian Sadgrove. Le 0,45 dollar est consacré à Baudin : sur fond d'une carte historique de la baie, est imposée en haut son portrait sur fond bleu et le dessin d'un kangourou ; un navire arrive dans la baie par l'ouest. Le 1,50 dollar avec légende « International Post » est le jumeau dans sa composition du précédent, utilisant une carte historique de l'ensemble de l'Australie, le portait sur fond rouge de Flinders et un oiseau local, et un navire représenté quittant la baie pour aller vers l'ouest,.

### Anniversaire
Le 8 avril, est émis un timbre de 0,46 € destiné à souhaiter les anniversaires. Sur un fond jaune, des papillons multicolores s'envolent d'un paquet-cadeau ouvert.
Le timbre est dessiné par Bertrand Thiburce pour une impression en héliogravure en feuille de cinquante.
Retiré le 13 juin 2003, le timbre a été vendu à environ 8,84 millions d'exemplaires. Le 2 juin 2003, il est remplacé par le premier timbre « Anniversaire » illustré par des personnages de bande dessinée.

### La Charité-sur-Loire - Nièvre
Le 8 avril, est émis un timbre touristique de 0,46 € sur la commune de la Charité-sur-Loire, dans le département de la Nièvre. Est mise en valeur au-dessus des toits des maisons, l'église Notre-Dame.
Le timbre est dessiné et gravé par Martin Mörck pour être imprimé en taille-douce en feuille de quarante exemplaires.
Il s'en vend environ 7,13 millions d'exemplaires avant son retrait le 8 novembre 2002.

### Invitation
Le 8 avril, est émis un timbre de 0,46 € destiné à adresser une invitation. L'illustration abstraite présente un oiseau blanc apportant la missive.
Le timbre est conçu par l'agence Desdoigts pour une impression en héliogravure en feuille de cinquante unités.
Il est retiré de la vente le 6 février 2004 et est vendu à environ 8,67 millions d'exemplaires. Le 12 janvier 2004, il est remplacé par le premier des timbres « Ceci est une invitation » dessiné par Ben.

### 100eParis-Roubaix
Le 15 avril, est émis un timbre commémoratif de 0,46 € à l'occasion de la centième édition de la course cycliste Paris-Roubaix. Deux coureurs vus de derrière à droite et en contre-plongée sont à l'effort sur une des portions de chemins pavés qui font la célébrité de l'épreuve.
Le timbre est dessiné et mis en page par Thierry Mordant. Imprimé en héliogravure, il est conditionné en feuille de cinquante exemplaires.
Environ 8,15 millions d'exemplaires ont été vendus avant le retrait du 15 avril 2002.

### Fernando Botero,Les Danseurs
Le 29 avril, est émis un timbre de 1,02 € rerpoduisant une peinture de l'artiste colombien Fernando Botero, les Danseurs. Le couple de personnages sont représentatifs de l'habitude de déformer les formes qu'a Botero, ici l'obésité.
L'œuvre est mise en page par Michel Durand-Mégret pour une impression en héliogravure en feuille de trente timbres.
Il est retiré de la vente le 8 novembre 2002. Le chiffre de vente s'élève à environ 4,46 millions d'exemplaires.

### Champions du monde de football
Le 29 avril, à l'occasion de l'organisation de la Coupe du monde de football en Corée du Sud et au Japon du 31 mai au 30 juin suivants, sont émis un diptyque de deux timbres de 0,46 € et un feuillet de cinq diptyques. Le timbre de gauche est un timbre rond inscrit dans un carré : il porte un terrain de football et les drapeaux des sept pays dont les équipes nationales ont remporté la coupe du monde. Celui de droite, le corps non identifiable d'un joueur français en action.
Le timbre rond est conçu par Andrea Acker et le timbre carré par Alain Seyrat. Aurélie Baras a mis en page le bloc de cinq diptyques à partir de photographies d'agences. Le tout est imprimé en héliogravure en feuille de quinze diptyques ou en bloc illustré de cinq.
Le diptyque de feuille est retiré de la vente le 8 novembre 2002 ; le bloc est vendu jusqu'au 11 juin 2004. Environ 3,3 millions de diptyques de feuille ont été vendus.
Cette émission a lieu dans le cadre d'une émission conjointe avec plusieurs administrations postales dont l'équipe nationale a remporté la coupe : l'Allemagne, l'Argentine,, le Brésil, et l'Uruguay. Le timbre rond est identique, mais le timbre carré est adapté avec une photographie d'un joueur du pays concerné.

## Mai

### Nature de France: Animaux marins
Le 6 mai, dans le cadre de l'émission annuelle Nature de France, sont émis quatre timbres et un feuillet les reprenant sur une seule et même illustration. Quatre animaux marins visibles près des côtes françaises ont été choisis : 
- la tortue-luth (Dermochelys coriacea), la plus grande des tortues marines, sur le 0,41 €,
- le grand dauphin (Tursiops truncatus) sur le premier timbre de 0,46 €,
- l'orque (Orcinus orca) sur le second timbre de 0,46 €,
- et phoque veau marin (Phoca vitulina) sur le 0,69 €.

L'illustration du feuillet les met en scène dans une marine sous et au-dessus du niveau de l'océan.
Les timbres et le feuillet sont dessinés et mis en page par Christian Broutin pour une impression en héliogravure. Les timbres isolés sont conditionnés en feuille de quarante unités.
Les timbres sont retirés de la vente dès le 13 décembre 2002 et le bloc le 11 juin 2004. Environ 1,54 million de blocs ont été vendus. Le timbre « la tortue-luth » est le plus vendu des timbres de feuille avec environ 19,95 millions d'exemplaires, contre 9,8 millions et 9,2 millions aux timbres de 0,46 € (respectivement pour « le grand dauphin » et « l'orque ». « Le phoque veau marin » a été acheté à environ 6,4 millions d'exemplaires. Bloc compris, la série totalise environ 51,657 millions de timbres vendus.

### Légion d'honneur 1802-2002
Le 21 mai, est émis un timbre commémoratif de 0,46 € pour le bicentenaire de la création de la Légion d'honneur par Napoléon Bonaparte. La plus haute décoration honorifique française est représentée posée sur un fond uniformément rouge.
Le timbre est dessiné par Ernest Pignon-Ernest pour une impression en héliogravure en feuille de cinquante unités.
7,34 millions de timbres ont été vendus jusqu'au retrait du 13 décembre 2002.

### Marseille:75econgrèsde la FFAP
Le 21 mai, pour signaler le lieu de l'organisation du 75e congrès de la Fédération française des associations philatéliques, est émis un timbre de 0,46 € représentant un panorama historique de la ville de Marseille vue de la mer.
Le timbre au format panoramique est dessiné et gravé par André Lavergne pour être imprimé en taille-douce en feuille de trente exemplaires.
Il est retiré de la vente le 13 décembre 2002. Il s'en est vendu environ 7,58 millions d'exemplaires.

### Louis Delgrès 1766-1802
Le 27 mai, pour marquer le bicentenaire du rétablissement de l'esclavage par Napoléon Bonaparte, est émis un timbre de 0,46 € sur Louis Delgrès, mulâtre devenu soldat français en 1791 et résistant contre cet ordre. Acculé par l'armée napoléonienne, il se suicide avec ses compagnons d'armes en 1802. Son portrait est représenté avec trois fleurs rouges à sa gauche.
Le timbre est dessiné par le navigateur Titouan Lamazou et mis en page par l'agence Bonne Impression. Imprimé en héliogravure, le timbre est conditionné en feuille de quarante exemplaires.
Retiré de la vente le 13 décembre 2002, il s'est vendu à environ 6,85 millions d'unités.

### Rocamadour - Lot

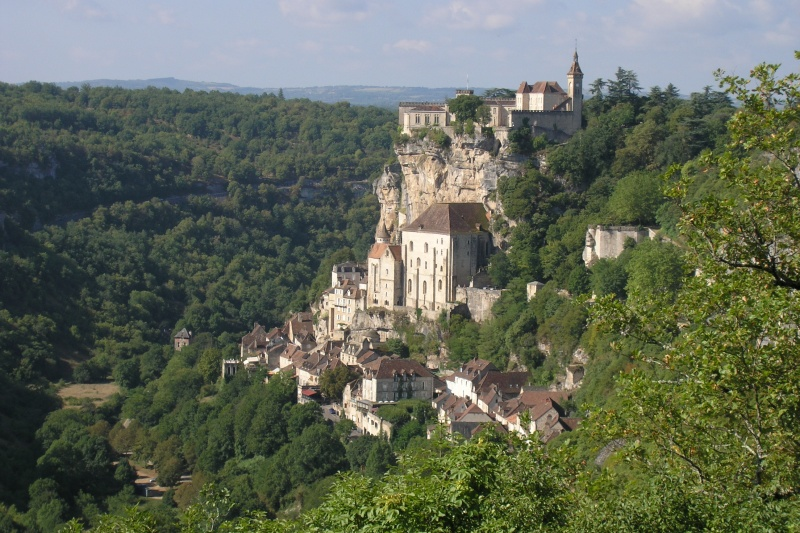
Rocamadour, dans une perspective proche de celle choisie pour le timbre.

Le 27 mai, est émis un timbre touristique de 0,46 € sur la commune de Rocamadour, dans le département du Lot. Le village à flanc de montagne est représenté en couleurs chatoyantes.
Le timbre est dessiné par Henri Galeron. Il est imprimé en héliogravure en feuille de quarante.
8,86 millions d'exemplaires sont vendus jusqu'à au retrait le 13 décembre 2002.

## Juin

### Vacances
Le 10 juin, sont émis un timbre de 0,46 € et un carnet de dix timbres autocollants pour la série annuelle « Vacances ». Sur un fond comprenant deux bleus rappelant un bord de mer, dans un hamac de couleurs chatoyantes, une femme est allongée.
Le dessin est signé par l'agence Desdoigts. Il est imprimé en héliogravure pour le timbre de feuille (de cinquante exemplaires) et en offset pour le carnet adhésif.
Timbres et carnets sont retirés de la vente le 11 juillet 2003. Environ 7,7 millions des premiers ont été vendus et 3,94 millions de carnets, soit un total de 47,1 millions de timbres individuels.

### Championnats du monde athlétisme handisport
Le 17 juin, est émis un timbre de 0,46 € pour annoncer l'organisation du championnat du monde d'athlétisme handisport à Lille. Le sport qui illustre le timbre est une course en fauteuil roulant.
Le timbre est dessiné par Claude Andréotto d'après une photographie de Benjamin Loyseau. Il est imprimé en héliogravure en feuille de quarante unités.
Le 13 juin 2003, il est retiré et s'est vendu à environ 7,7 millions d'exemplaires.

### Chapelle de Saint-Ser - Bouches-du-Rhône
Le 24 juin, est émis un timbre touristique de 0,46 € représentant la chapelle Saint-Ser (pour saint Servin), construite dans une grotte naturelle du versant méridional de la montagne Sainte-Victoire, dans la commune de Puyloubier, dans les Bouches-du-Rhône. Datant du XIe siècle, elle est reconstruite à la suite d'un éboulement et à nouveau consacrée le 4 juin 2001.
Le timbre est dessiné et gravé par Ève Luquet pour une impression en taille-douce en feuille de cinquante exemplaires.
Retiré de la vente le 13 juin 2003, il s'en est vendu environ 9,148 millions d'unités.

### Collioure - Pyrénées-Orientales

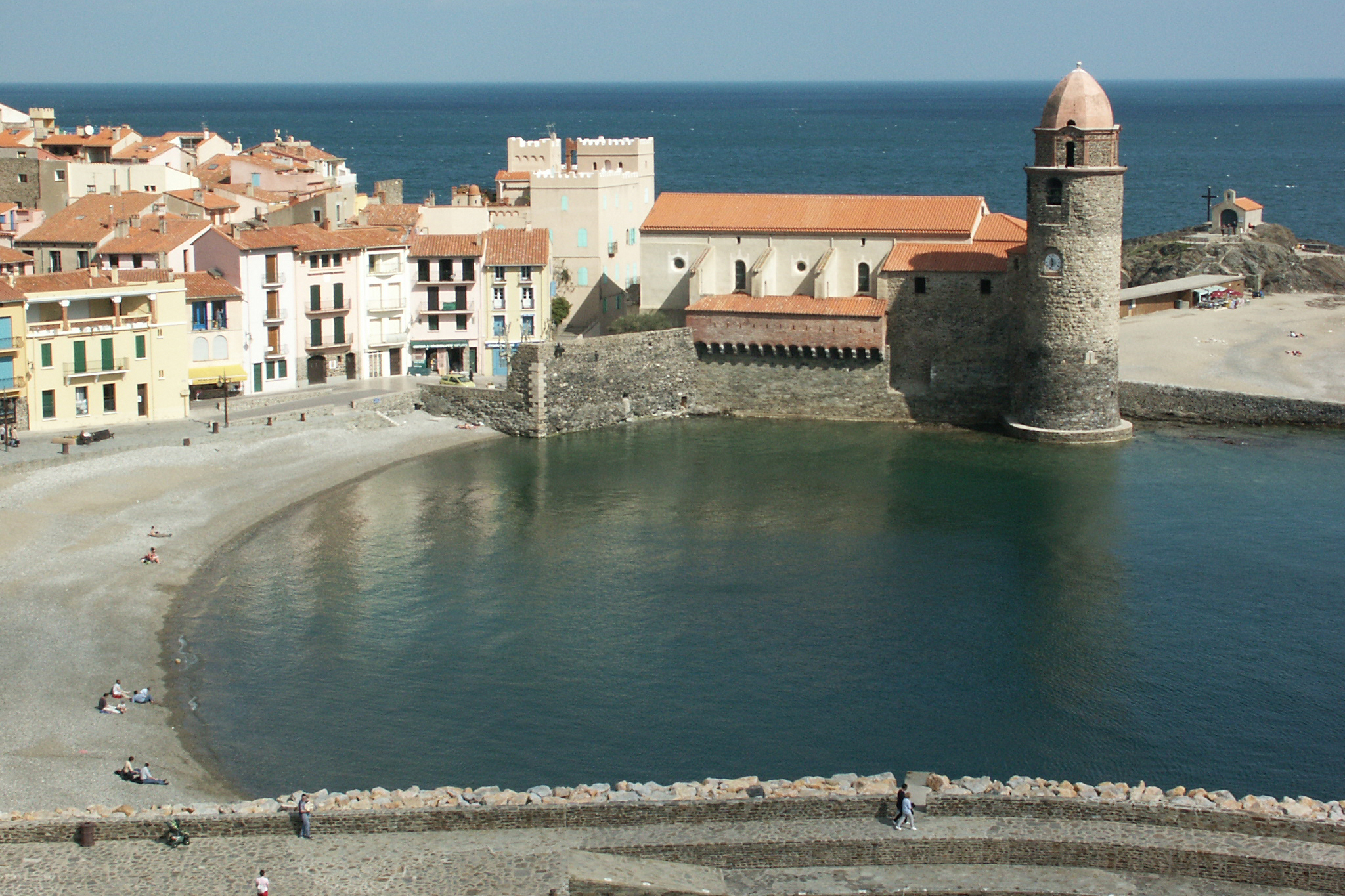
Le tableau semble avoir été peint comme si le peintre se tenait sur le balcon à gauche de la photographie.

Le 24 juin, est émis un timbre artistique et touristique de 0,46 € sur la ville de Collioure, port méditerranéen dans les Pyrénées-Orientales. Le timbre est illustré d'une peinture fauviste qui met en valeur le phare de Collioure.
Le Phare de Collioure d'André Derain est mis en page par Tanguy Besset. Imprimé en héliogravure, le timbre est conditionné en feuille de quarante exemplaires.
Il est vendu à environ 11,17 millions d'exemplaires avant son retrait le 13 juin 2003.

## Juillet

### Cathédrale de Metz
Le 8 juillet, est émis un timbre de 0,46 € représentant un vitrail de la cathédrale Saint-Étienne de Metz, réalisé par Marc Chagall en 1963. Le péché originel interprète une scène inspirée de la Genèse dans l'Ancien Testament : Ève et le serpent. La colonne de droite portant les mentions est de la couleur jaune, dominante sur le vitrail.
Le vitrail de Chagall photographié par G. Gantzer est gravé et mis en page par Jacky Larrivière. Imprimé en taille-douce, il est conditionné en feuille de trente.
La manifestation premier jour a lieu les 6 et 7 juillet à l'hôtel de ville de Metz.
Retiré le 10 octobre 2003, il en a été vendu environ 8 millions d'exemplaires.

### Locronan - Finistère

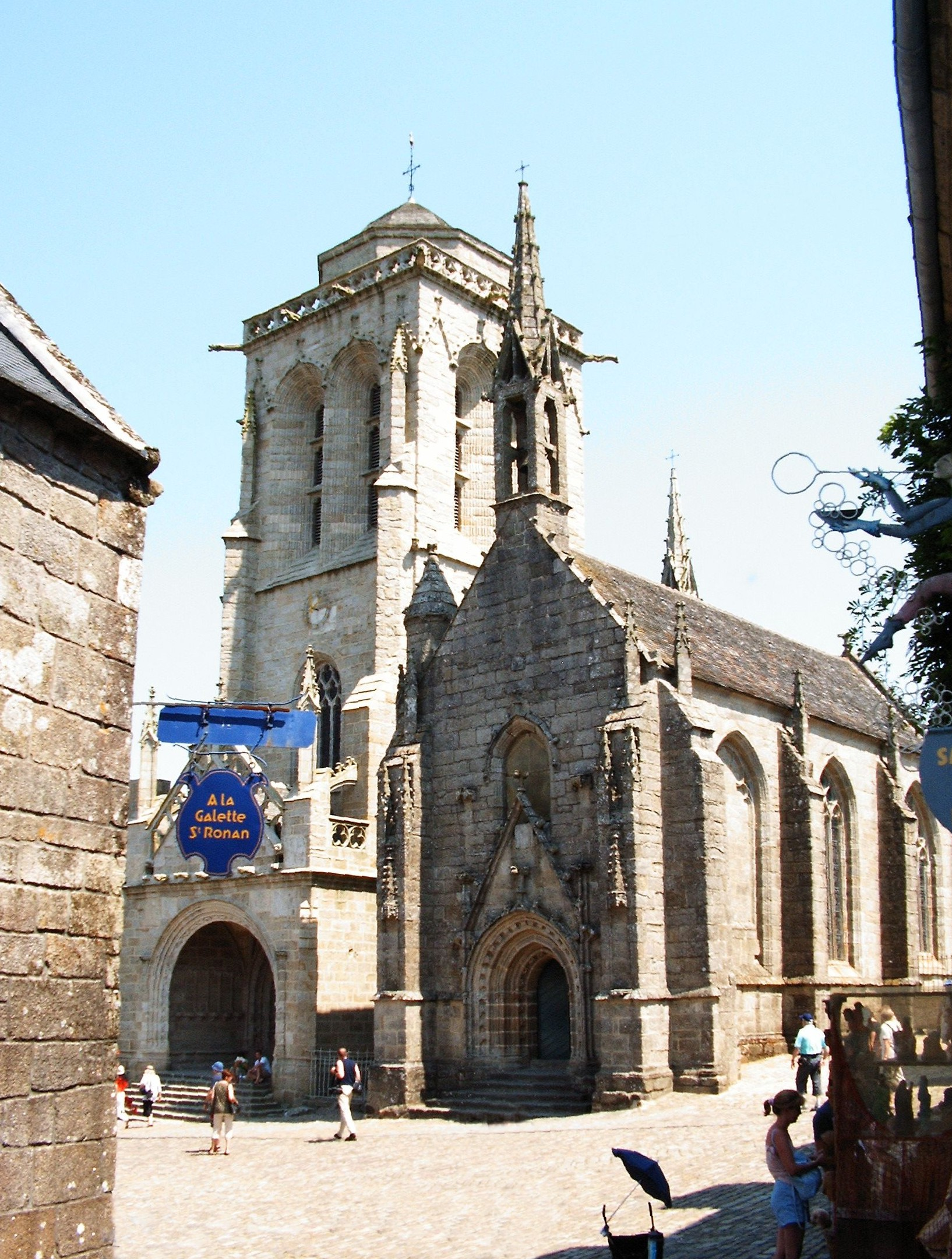
L'église Saint-Ronan vue de la droite, à l'inverse du timbre.

Le 15 juillet, est émis un timbre de 0,46 € représentant l'église Saint-Ronan de Locronan dans le Finistère, datant du XVe siècle.
Le timbre est dessiné et gravé par René Quillivic pour une impression en taille-douce en feuille de quarante unités.
Environ 9 millions de timbres sont vendus jusqu'au retrait de la vente le 10 octobre 2003.

### Personnages célèbres: étoiles du jazz
Le 15 juillet, dans la série annuelle Personnages célèbres, sont émis six timbres de 0,46 € et un bloc les regroupant en hommage à six « étoiles du jazz » : le trompettiste et chanteur Louis Armstrong, le clarinettiste, saxophoniste et compositeur Sidney Bechet, le pianiste, compositeur et chef d'orchestre Duke Ellington, la chanteuse Ella Fitzgerald, le pianiste et violoniste Stéphane Grappelli, et le pianiste Michel Petrucciani. Le bloc est vendu avec une surtaxe de 1,60 € au profit de la Croix-Rouge française ; son illustration est constituée de la reprise sur un fond uni des crayonnés des portraits visibles sur les timbres multicolores. Les artistes sont représentés en train de pratiquer leur art.
Les timbres sont dessinés par Raymond Moretti et mis en page par Jean-Paul Cousin. Ils sont imprimés en héliogravure en feuille de cinquante et en un bloc de six reprenant chacun des timbres. Les timbres du bloc ne sont pas garnis des habituelles bandes de phosphore.
Les timbres sont retirés de la vente le 11 juillet 2003. Les chiffres de vente s'étalent de 6,494 à 6,647 millions d'exemplaires environ selon le timbre. Le bloc est retiré le 10 octobre 2003 après avoir été vendu à 944 500 exemplaires environ. Au total, environ 45 millions de vignettes ont été vendus, dont 5,66 millions sous la forme du bloc.

## Août

### Notre-Dame de la Salette - Isère
Le 19 août, est émis un timbre de 0,46 € représentant l'église Notre-Dame de la Salette, lieu de culte dédié à la Vierge Marie qui y serait apparu à deux enfants au XIXe siècle. Elle se situe sur la commune de La Salette-Fallavaux, dans le département de l'Isère.
Le timbre est dessiné et gravé par Pierre Albuisson pour une impression en taille-douce en feuille de cinquante exemplaires.
Environ 8,38 millions d'exemplaires sont écoulés avant le retrait du 10 octobre 2003.

## Septembre

### L'art chorégraphique
Le 16 septembre, est émis un timbre de 0,53 € sur l'art chorégraphique qu'un avant-bras et une main de danseurs incarnent sur l'illustration.
Le timbre est dessiné par Ernest Pignon-Ernest. Il est imprimé en héliogravure en feuille de trente exemplaires.
Retiré de la vente le 8 août 2003, il s'est vendu à environ à 3,24 millions d'unités.

### Collection Jeunesse: cylindrées et carénages
Le 16 septembre, dans la série annuelle Collection Jeunesse, est émis un bloc-feuillet de dix timbres consacrés aux motos rappelées par une métonymie : « cylindrées et carénages ». Les cinq timbres de 0,16 € montrent (de haut en bas sur le bloc) : une Honda CB 750 Four, une Terrot 500 RGST, une Majestic, une Norton Commando 750 et une Voxan Café racer 1000 ; ceux de 0,30 € une BMW R 90 S, une Harley-Davidson Hydra Glide, une Triumph Bonneville 650, une Ducati 916, et une Yamaha 500 XT. Deux timbres de valeur différente réalisent un affranchissement composé nécessaire à l'expédition d'une lettre simple de moins de 20 grammes.
Des dessinateurs de bande dessinée sont les auteurs de ces timbres : Coyote (Harley et Voxan), Frank Margerin (Triumph et Yamaha), Nikolaz (Terrot et Ducati), Ptiluc (Honda et BMW) et Denis Sire (Majestic et Norton). Les timbres et le bloc sont mis en page par Jean-Paul Cousin pour être imprimés en héliogravure.
Le bloc est retiré de la vente le 11 juin 2004 après l'écoulement de 2,31 millions d'exemplaires.

### Georges Perec 1936-1982
Le 23 septembre, est émis un timbre commémoratif de 0,46 € pour le vingtième anniversaire de la mort de l'écrivain Georges Perec. L'illustration le montre avec un chat noir perché sur son épaule.
La photographie d'Anne de Bruhnoff inspire le dessin de Marc Taraskoff gravé par Pierre Albuisson. Imprimé en taille-douce, le timbre est conditionné en feuille de quarante.
Environ 7,34 millions d'exemplaires sont vendus avant le retrait du 8 août 2003.

### Le Siècle au fil du timbre: vie quotidienne
Le 30 septembre, dans la série de blocs Le Siècle au fil du timbre, est émis le sixième et dernier bloc de dix timbres de 0,46 €. À partir de photographies envoyées par des Français issues de leurs archives personnelles, La Poste a composé ce bloc sur la « vie quotidienne ». Les cinq photographies choisies pour les timbres représentent de haut en bas : « un superbe été » (un couple et leur jeune enfant sur une motocyclette), un « pêcheur de sable », « Louise la repasseuse », un « enfant à la fontaine » et une scène « sur les bancs de l'école ». Cinq autres illustrent le fond : un grand-père et un bébé, un couple tout juste marié, des travaux des champs (transport de paille), un camping et le personnel d'un commerce. Les cinq premiers timbres sont répartis sur le fond, les cinq autres sont disposés en une bande horizontale en bas du feuillet.
Les photographies et le bloc sont mis en page par Valérie Besser de l'agence La Rue de Babel pour une impression en héliogravure.
Le bloc est retiré le 12 décembre 2003 et a été vendu à environ à 4,485 millions d'exemplaires.
Cette série organisée pour marquer la fin du XXe siècle est remplacée par Portraits de régions à partir de mai 2003.

## Octobre

### Émile Zola 1840-1902

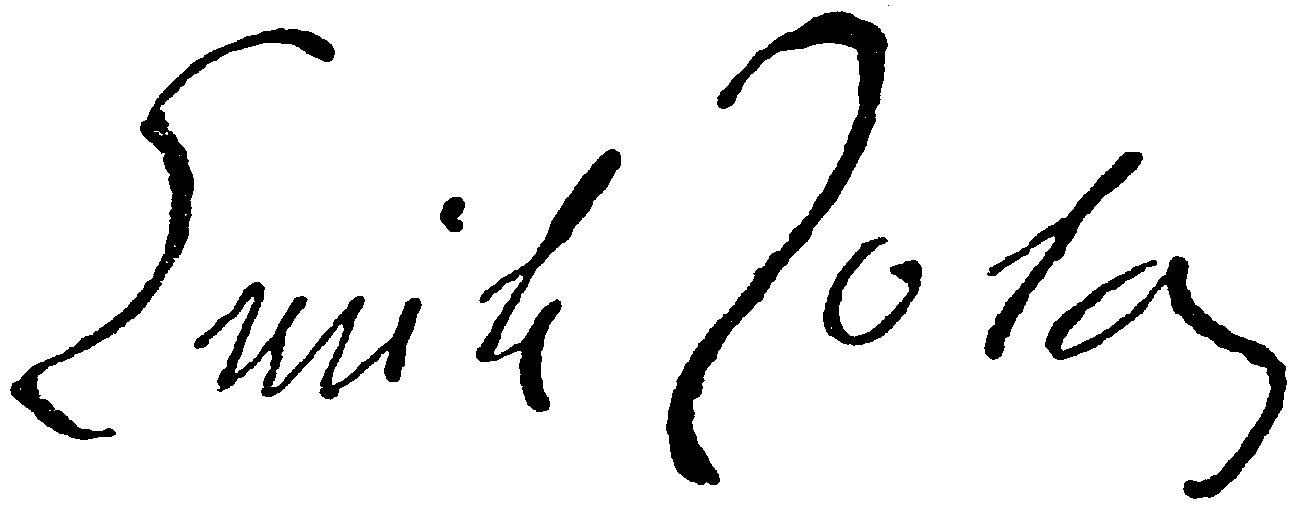
Autographe de l'écrivain visible sur le timbre.

Le 7 octobre, est émis un timbre commémoratif de 0,46 € pour le centenaire de la mort de l'écrivain Émile Zola, auteur notamment de la série de romans les Rougon-Macquart. Son portrait est accompagné de sa signature.
La photographie issue du fonds Harlingue-Viollet) sert de base au dessin de Jean-Paul Véret-Lemarinier. Imprimé en héliogravure, le timbre est conditionné en feuille de cinquante exemplaires.

### Neufchâteau - Vosges
Le 14 octobre, est émis un timbre touristique de 0,46 € représentant le pavillon des Goncourt à l'intérieur de l'hôtel du même nom, à Neufchâteau dans le département des Vosges.
Le timbre est dessiné et gravé par Pierre Forget et mis en page par Jean-Paul Cousin pour une impression en taille-douce en feuille de cinquante.
Il est retiré de la vente le 8 août 2003. Le nombre des ventes s'élève à environ 8,3 millions d'unités.

### Élisabeth Vigée-Lebrun,Autoportrait

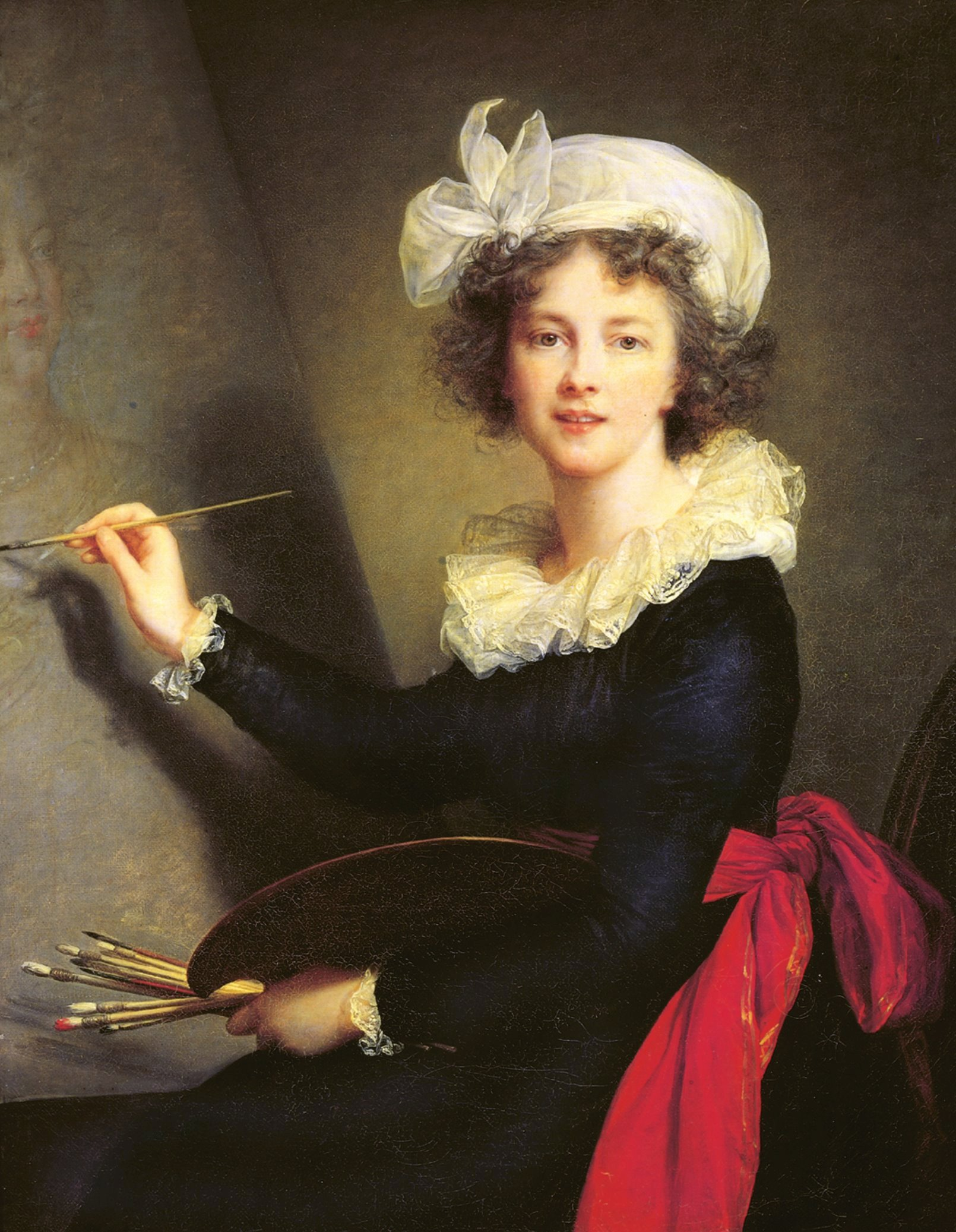
Autoportrait.

Le 14 octobre, est émis un timbre artistique de 1,02 € pour le 160e anniversaire de la mort d'Élisabeth Vigée-Lebrun (1755-1842). Sur cet autoportrait, elle s'est peinte en train d'exercer son art.
L'œuvre est gravée et mise en page par Claude Jumelet pour une impression en taille-douce en feuille de trente.
Retiré de la vente le 8 août 2003, le timbre s'est vendu à environ 4,32 millions d'exemplaires.

### Premier vol de l'Airbus A300 1972-2002
Le 28 octobre, est émis un timbre de poste aérienne de 3 € pour le trentième anniversaire du premier vol de l'Airbus A300, le premier avion créé par le constructeur aéronautique européen Airbus. L'avion est représenté de face et coupé en deux par une différence de couleur : la partie gauche sur fond orange le montre au sol et trains d'atterrissage sortis, celle de droite sur fond bleu et vue de nuages le représente en vol.
Le timbre est conçu par Cassian Koshort. Il est imprimé en héliogravure en feuillet de dix et en feuille de quarante exemplaires.
Il est retiré de la vente le 27 octobre 2006, après l'émission du timbre « Airbus A380 » le 26 juin 2006.

## Novembre

### Croix-Rouge: Giovanni Battista Salvi
Le 12 novembre, dans la série annuelle Croix-Rouge, est émis un timbre de bienfaisance de 0,46 € avec une surtaxe de 0,09 € au profit de la Croix-Rouge française et un carnet de dix de ces timbres. Le sujet choisi est une reproduction d'une Vierge à l'enfant de Giovanni Battista Salvi, peintre baroque italien du XVIIe siècle.
L'œuvre est mise en page par Odette Baillais pour une impression en héliogravure en feuille de trente exemplaires et en carnet de dix. Les timbres de feuille sont dentelés 13½×13 et ceux de carnet 12½×13.
Au moment du retrait le 8 août 2003, enivron 1 164 600 timbres de feuille et 673 850 carnets ont été vendus, soit 7 903 100 unités (équivalent à 711 279 € de don).

### Entreprise
Le 12 novembre, est émis un timbre de 0,46 € en faveur de la création d'entreprise au moment de l'inauguration du site internet du greffe du tribunal de commerce de Paris. Le dessin porte sur sa droite un globe terrestre posé sur un fond orange et orange clair sur lequel sont visibles des pistes électroniques. Un « E » se distingue sur le bord gauche du timbre. Ce timbre est également disponible dans l'offre de timbre personnalisable par une vignette se-tenant.
Le timbre est signé Louis Briat et est imprimé en héliogravure en feuille de cinquante unités et  en bloc personnalisé.
Le timbre de feuille est retiré de la vente le 6 février 2004 après avoir été vendu à environ 7,8 millions d'exemplaires.

### Marianne du 14 juillet
Le 12 novembre, est émis un timbre d'usage courant au type Marianne du 14 juillet à validité permanente de couleur verte. Il permet l'affranchissement d'une lettre de moins de 20 grammes expédiée en France en écopli (service lent). Il remplace donc le 0,41 € émis le 2 janvier 2002.
Le timbre est dessiné par Ève Luquet et gravé par Claude Jumelet pour une impression en taille-douce. Il est mis en vente sous forme de feuilles de cent unités et de roulettes.
Il est retiré de la vente le 27 mai 2005 après avoir été remplacé par un timbre de mêmes couleurs et même usage au nouveau type d'usage courant Marianne des Français.

### Meilleurs vœux
Le 12 novembre, est émis un timbre de « Meilleurs vœux » de 0,46 € destinés au courrier des fêtes de fin d'année. Le paysage hivernal montre un chalet enneigé, de nuit, éclairé, une couronne de sapin accroché sur la porte.
Le dessin est signé Christian Broutin. Le timbre est imprimé en héliogravure en feuille de cinquante exemplaires et en offset en carnet de dix à dentelure ondulée sur les quatre côtés.
Feuilles et carnets sont retirés de la vente le 6 février 2004. Environ 7,6 millions de timbres de feuille sont vendus et 2,08 millions de carnets, soit environ 28,4 millions de timbres individuels.

### Jesús Rafael,Sphère Concorde
Le 12 novembre, est émis un timbre artistique de 0,75 € reproduisant une photographie de la Sphère Concorde de l'artiste contemporain Jesús-Rafael Soto (« Jesús Rafael » sur le timbre).
La photographie est mise en page par Aurélie Baras pour une impression en héliogravure en feuille de trente unités.
Le timbre est retiré de la vete le 12 septembre 2003 et s'est vendu à environ 3,6 millions d'exemplaires.

## Décembre

### Alexandre Dumas 1802-1870

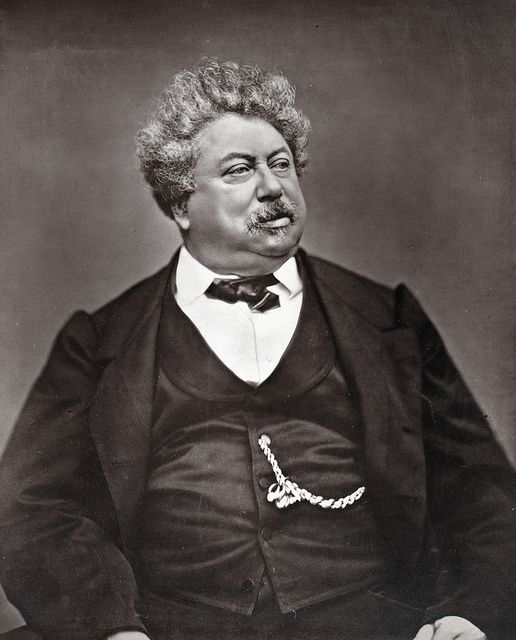
Alexandre Dumas dans la posture du timbre.

Le 2 décembre, est émis un timbre commémoratif de 0,46 € pour le bicentenaire de la naissance de l'écrivain Alexandre Dumas. Le portrait en noir sur un fond blanc porte sur la gauche le dessin du Panthéon de Paris où les cendres du « grand homme » ont été transférées le 30 novembre 2002.
Le timbre est conçu par Ernest Pignon-Ernest et mis en page par A. Carolus. Imprimé en héliogravure, il est conditionné en feuille de cinquante exemplaires.
Environ 6,94 millions de timbres ont été vendus avant le retrait du 12 septembre 2003.

### Léopold Sédar Senghor 1906-2001
Le 23 décembre, est émis un timbre de 0,46 € pour l'anniversaire de la mort de l'écrivain et ancien chef d'État du Sénégal Léopold Sédar Senghor, mort le 20 décembre 2001.
Le timbre est illustré d'une photographie de M. Daniau interprétée par Marc Taraskoff et mise en page par Valérie Besser. Il est imprimé en héliogravure en feuille de cinquante unités.
Il est retiré de la vente le 12 septembre 2003 et a été vendu à environ 7,4 millions d'exemplaires.

## Timbres préoblitérés
Les timbres préoblitérés de France existent continument depuis 1920 pour permettre l'affranchissement et le traitement rapide d'envois en nombre confiés par des entreprises. Depuis le début des années 1990, ce service est dénommé « Postimpact » par La Poste.
En 2002, la dernière émission de timbres date du 9 septembre 1998 sur le thème des fleurs sauvages.

### Orchidées
Le 2 janvier, sont émis deux timbres préoblitérés pour l'affranchissement des envois en nombre (service postimpact) pour correspondre aux nouveaux tarifs de ce service applicable au 2 janvier 2002. Le 0,29 € « orchidée insulaire » (créditée Orchis insularis, il s'agit de Dactylorhiza insularis) sert pour les envois d'au moins 8000 plis en local ou 20 000 à destination de toute la France. Le 0,33 € « orchidée Bourdon » (Ophrys fuciflora) affranchit les envois d'au moins 2000 plis identiques en local ou 5000 à l'échelle nationale.
Les deux timbres sont dessinés par Gilles Bosquet pour une impression en offset en feuille de cent unités. Ces timbres sont vendus par 400 exemplaires minimum dans le cadre d'un contrat postimpact, mais peuvent être achetés à l'unité par les collectionneurs (dans ce dernier cas, ils ne peuvent pas servir pour affranchir le courrier).
Ils sont remplacés en juin 2003 par deux nouvelles valeurs à cause d'un changement de tarif. Il a été vendu environ 5,6 millions d'exemplaires du 0,29 € et environ 2,7 millions du 0,33 €.

### Sources
- Catalogue de cotations de timbres de France 2005-2006, éd. Dallay, 2005. Ce catalogue fournit une image des timbres, ainsi que leur intitulé, leurs auteurs, dates d'émission et de retrait, chiffres de vente tronqués le plus souvent au millier (utilisé dans cet article exprimé en millions).